# Івлєв Сергій Михайлович
Сергій Михайлович Івлєв (нар. 4 грудня 1984, Новоукраїнка, Кіровоградська область, УРСР) — український футболіст, нападник канадського клубу «Воркута» (Торонто).

## Життєпис
Вихованець новоукраїнського футболу. Розпочав дорослу футбольну кар'єру в сезоні 2000/01 років виступами за аматорську команду рідного міста, ФК «Геркулес». На професіональному рівні дебютував 2003 року в футболці харківського Газовика-ХГВ у Другій лізі чемпіонату України. Після двох сезонів, проведених у Харкові, перейшов до черкаського «Дніпра», в складі якого в сезоні 2005/06 років виграв чемпіонат та путівку до Першої ліги. У першій лізі захищав кольори бориспільського «Борисфену», але під час сезону команда стала банкрутом і Сергій повернувся до харківського клубу. А наприкінці сезону підписав контракт з харківським «Арсеналом» й допоміг йому в 2007 році підвищитися в класі. Незважаючи на значний внесок у підвищенні свого клубу в класі, Івлєв продовжив кар'єру в друголігових клубах «Арсенал» (Біла Церква) та ФК «Полтава».
У 2009 році виїхав до Польщі, де підписав контракт з клубом «Гетьман» (Жолківка) з четвертої ліги національного чемпіонату, а згодом перейшов до «Партизанта» (Тарговиська). У 2011 році повернувся до України та перейшов до аматорського клубу УкрАгроКом (с. Головківка), після чого отримав ще один шанс зіграти в першій лізі, в армянському «Титані». Після корткого періоду виступів у першій лізі повернувся до другої ліги, де виступав у клубах МФК «Кремінь» (Кременчук) та «Шахтар» (Свердловськ). 2014 року знову виїхав до Польщі, де виступав у клубах четвертої та третьої ліги чемпіонату Польщі, у клубах «Гетьман» (Жолківка) та «Томашовія».
У 2016 році виїхав до Канади, де підписав контракт з «Юкрейн Юнайтед» з місцевої футбольної ліги. Дебютним голом у футболці «Юкрейн» відзначився 12 червня 2016 року в переможному (3:3) поєдинку проти «Гамільтон Сіті». У своєму дебютному сезоні в складі канадського клубу Сергій допоміг «Юкрейн Юнайтед» гарантувати собі місце на п'єдесталі пошани, «українці» зайняли друге місце. У першому раунді плей-оф відзначився голом у переможному (3:0) поєдинку проти «Бредфорд Гелексі». Але після цього «Юкрейн» поступився з рахунком 0:1 «Сербіан Уайт Іглс». По завершенні сезону був нагороджений Золотою бутсою КФЛ як найкращий бомбардир канадського чемпіонату (15 голів). З 2017 року захищає кольори клубу «Воркута» (Торонто).